# داميان دوكوفيتش
داميان دوكوفيتش هو لاعب كرة قدم كرواتي من مواليد 18 أبريل 1990، يشغل مركز لاعب وسط لعب سابقاً في نادي الرائد السعودي.

## روابط خارجية
- داميان دوكوفيتش على موقع الاتحاد الأوربي (الإنجليزية)
- داميان دوكوفيتش على موقع اتحاد تركيا (لاعب) (الإنجليزية)
- داميان دوكوفيتش على موقع قاعدة بيانات كرة القدم.إي يو (الإنجليزية)
- داميان دوكوفيتش على موقع Soccerway.com (الإنجليزية)
- داميان دوكوفيتش على موقع عالم كرة القدم.نت (الإنجليزية)
- داميان دوكوفيتش على موقع AS.com (الإسبانية)